# Élections dans les villages nordiques québécois de 2015
Les élections dans les villages nordiques québécois de 2015 se sont déroulées le 4 novembre 2015 dans les villages nordiques du Québec. Organisées par l'Administration régionale Kativik, elles visent à combler 14 postes de maires et 84 postes de conseillers municipaux pour un mandat de trois ans.

## Description
Les résidents des villages nordiques ont jusqu'au 28 octobre 2015 pour soumettre leur candidature à l'un des postes. À cette date, le maire d'Inukjuak est élu par acclamation faute d’adversaire. Du côté de Tasiujaq, l'élection est reportée au 13 novembre. Le 4 novembre 2015, la population âgée de plus de 18 ans exerce son droit de vote dans une proportion de 53%. Le plus haut taux de participation (76,6%) se trouve à Aupaluk, tandis que le plus faible (37,5%) se trouve à Puvirnituq. Les femmes représentent près de la moitié (47,6%) des nouveaux conseillers municipaux, mais seulement 14,3% des maires.
À la suite des élections, l'Administration régionale Kativik (ARK) renouvelle son Comité administratif. Jennifer Munick, conseillère de Kuujjuaq, est nommée par les élus à titre de présidente de l'organisation.

## Résultats

### Kangiqsualujjuaq
- Maire sortant : Hilda Snowball
- Maire élu : Hilda Snowball
- Conseillers municipaux : Maggie Emudluk, Johnny Sam Annanack, Vinnie Baron, Nancy Etok, Sammy Snowball et Sammy Unatweenuk.

| Candidat                      | Voix |
| ----------------------------- | ---- |
| Hilda Snowball                | 202  |
| Kitty Lydia Annanack          | 49   |
| David Annanack                | 28   |
| Adamie Bobby Etok             | 23   |
| Malaiya Jeannie Annanack      | 12   |
| Tommy Stanley Annanack        | 9    |
| Total                         | 323  |
| Taux de participation : 59.6% |      |

### Kuujjuaq
- Maire sortant : Tunu Napartuk
- Maire élu : Tunu Napartuk
- Conseillers municipaux : Claude Gadbois, Martha Greig, Johnny Ned Adams, Jennifer Munick, Sammy Koneak et Shirley White-Dupuis.

| Candidat                      | Voix |
| ----------------------------- | ---- |
| Tunu Napartuk                 | 464  |
| Mary Johannes                 | 306  |
| Total                         | 770  |
| Taux de participation : 45.5% |      |

### Tasiujaq
À Tasiujaq, le vote par anticipation se déroule le 8 novembre et le jour d'élection est le 13 novembre.
- Maire sortant : ?
- Maire élu : Billy Cain
- Conseillers municipaux : Annie M. Kaukai, Elena Berthe, Mary Berthe, Lazarusie Angnatuk, Sheila Angnatuk et Tommy Annanack.

| Candidat                      | Voix |
| ----------------------------- | ---- |
| Billy Cain                    | 87   |
| Peter Angnatuk                | 23   |
| Tommy Annahatak               | 17   |
| Total                         | 127  |
| Taux de participation : 68.3% |      |

### Aupaluk
- Maire sortant : David Angutinguak
- Maire élu : George Eetook
- Conseillers municipaux : Nuna Akpahatak, Maggie Akpahatak, Jessica Kulula, Janice Grey Scott[5], Maggie Grey et Edward Saluarsiak.

| Candidat                      | Voix |
| ----------------------------- | ---- |
| George Eetook                 | 44   |
| Johnny Akpahatak              | 35   |
| David Angutinguak             | 27   |
| Total                         | 106  |
| Taux de participation : 76.6% |      |

### Kangirsuk
- Maire sortant : Mary Nassak Annahatak
- Maire élu : Noah Eetook
- Conseillers municipaux : Minnie Airo, Marcussie Eetook, Daisy S. Kudluk, Emma Munick, Leena Nungak et Zebedee Nungak[6].

| Candidat                      | Voix |
| ----------------------------- | ---- |
| Noah Eetook                   | 144  |
| Lucy Tukkiapik Carrier        | 33   |
| Louisa Taqulik                | 15   |
| Total                         | 192  |
| Taux de participation : 64.3% |      |

### Quaqtaq
- Maire sortant : Eva Deer
- Maire élu : Robert Deer Sr
- Conseillers municipaux : Charlie Tukkiapik, Louisa Oovaut, Daniel Oovaut, Sheila Ningiuruvik, Charlie Okpik et Tommy Annatok.

| Candidat                      | Voix |
| ----------------------------- | ---- |
| Robert Deer Sr                | 35   |
| Lizzie Kulula                 | 33   |
| Rhoda Ezekiel                 | 27   |
| Sevim Ilgun                   | 20   |
| Total                         | 115  |
| Taux de participation : 56.9% |      |

### Kangiqsujuaq
- Maire sortant : Aquuyaq Qisiiq
- Maire élu : Charlie Arngak
- Conseillers municipaux : Christina Kiatainaq Alaku, Minnie Nappaaluk, Tania Nappaluk, Mary A. Pilurtuut, Qiallak Qumaaluk et Mark Tertiluk.

| Candidat                      | Voix |
| ----------------------------- | ---- |
| Charlie Arngak                | 116  |
| Elaisa Alaku                  | 72   |
| Peter Arngak                  | 39   |
| Attasie Pilurtuut             | 32   |
| Uviluq Pilurtuut              | 32   |
| Jackie Irniq                  | 11   |
| Joanasi Jaaka                 | 11   |
| Total                         | 313  |
| Taux de participation : 72.5% |      |

### Salluit
- Maire sortant : Paulusie Saviadjuk
- Maire élu : Paulusie Saviadjuk
- Conseillers municipaux : Annie Alaku, Qalingo Angutigirk, Adamie Naluiyuk, Annie Okituk Kenuayuak, Putulik Peter Papigatuk et Mary Tukiliaq Papigatuk.

| Candidat                      | Voix |
| ----------------------------- | ---- |
| Paulusie Saviadjuk            | 173  |
| Paulusie Papigatuk Sr         | 154  |
| Mark D. Okituk                | 115  |
| Ealla Kaitak                  | 70   |
| Adamie A Kadjulik             | 9    |
| Total                         | 521  |
| Taux de participation : 61.9% |      |

### Ivujivik
- Maire sortant : Mattusi Iyaituk
- Maire élu : Tivi Iyaituk
- Conseillers municipaux : Mattiusi Iyaituk, Qumaq Iyaituk, Adamie Mangiuk, Johnny Mangiuk, Mary Paningajak et Quitsak Tarriasuk.

| Candidat                    | Voix |
| --------------------------- | ---- |
| Tivi Iyaituk                | 58   |
| Kullu Qavavauk              | 56   |
| Total                       | 114  |
| Taux de participation : 54% |      |

### Akulivik
- Maire sortant : Adamie Alayco
- Maire élu : Mark Qumak
- Conseillers municipaux : Joanasie Aliqu, Timothy Aliqu, Eli Angiyou, Eli Aullaluk, Jusipi Qaqutuk et Louisa Qaqutuk.

| Candidat                      | Voix |
| ----------------------------- | ---- |
| Mark Qumak                    | 137  |
| Lucassie Alayco               | 58   |
| Total                         | 195  |
| Taux de participation : 62.8% |      |

### Puvirnituq
- Maire sortant : Aisara Kenuajuak
- Maire élu : Levi Amarualik
- Conseillers municipaux : Paulusi Angiyou, Isaac Aupalu, Muncy Novalinga, Simon Novalinga, Eliyassie Sallualuk et Elisapie K. Tookalak.

| Candidat                      | Voix |
| ----------------------------- | ---- |
| Levi Amarualik                | 249  |
| Markusi Angiyou               | 155  |
| Total                         | 404  |
| Taux de participation : 37.5% |      |

### Inukjuak
- Maire sortant : Peter Inukpuk
- Maire élu : Pauloosie J. Kasudluak
- Conseillers municipaux : Lucassie Echalook, Andrew Epoo, Michael Kasudluak, Joanassie Ningiuk, Noah Pov et Sarollie Weetaluktuk.

| Candidat                      | Voix                |
| ----------------------------- | ------------------- |
| Pauloosie J. Kasudluak        | Élu par acclamation |
| Total                         | 0                   |
| Taux de participation : 46.6% |                     |

### Umiujaq
- Maire sortant : Charlie Tooktoo
- Maire élu : Louisa Tookalook
- Conseillers municipaux : Jobie Crow, Alec Niviaxie, Lucy Kumarluk, Jack Niviaxie, Kina Tookalook et Charlie Tooktoo.

| Candidat                      | Voix |
| ----------------------------- | ---- |
| Louisa Tookalook              | 99   |
| David Sappa                   | 67   |
| Total                         | 166  |
| Taux de participation : 63.8% |      |

### Kuujjuarapik
- Maire sortant : Lucassie Inukpuk
- Maire élu : Lucassie Inukpuk
- Conseillers municipaux : Alice Kokiapik, Raymond Mickpegak, Cora Fleming, Mary Hannah Angatookalook et Salamiva Danielle Weetaltuk.

| Candidat                      | Voix |
| ----------------------------- | ---- |
| Lucassie Inukpuk              | 136  |
| Peter Papialuk                | 67   |
| Total                         | 203  |
| Taux de participation : 48.7% |      |